# 波斯-烏茲別克戰爭
波斯-烏茲別克戰爭，是穆罕默德·昔班尼與伊朗薩非王朝在1502-1510年的一系列衝突。

## 戰爭
1502年，當時統治費爾干納的帖木兒後王巴布爾被昔班尼打敗，昔班尼和他的牧民入侵河中帖木兒帝國。
在1507年，昔班尼進攻赫拉特，末代君主巴迪·匝曼逃往伊朗請求伊斯梅爾一世協助抵抗，伊斯梅爾一世把兩國軍隊聯合起來並在梅爾夫戰役殺死昔班尼，終止兩國衝突。

## 戰後
巴布爾在戰後兩次重返河中，但都被烏兹别克人打敗，在1526年他入侵印度成立蒙兀兒帝國。